# Milan Moguš
Milan Moguš (ur. 27 kwietnia 1927 w Senju, zm. 19 listopada 2017 w Zagrzebiu) – chorwacki językoznawca. Wniósł wkład w dialektologię chorwacką.
Studiował na Wydziale Filozoficznym Uniwersytetu Zagrzebskiego, gdzie w 1962 roku uzyskał doktorat na podstawie pracy pt. Današnji senjski govor. W 1975 r. został profesorem zwyczajnym tejże uczelni. Od 1965 r. aż do przejścia na emeryturę w 1992 r. był kierownikiem Katedry Dialektologii i Historii Języka Chorwackiego.
Wykładał gościnnie na uczelniach w Kolonii, Mannheimie (Niemcy), Osijeku i Rijece.
W 1977 r. został wybrany członkiem nadzwyczajnym Jugosłowiańskiej Akademii Nauki i Sztuki (JAZU). Od 1986 r. był członkiem zwyczajnym tejże akademii.
Jego dorobek obejmuje książki: Fonološki razvoj hrvatskoga jezika (1971), Čakavsko narječje (1977), Antun Mažuranić (1978), Križanićeva hrvatska gramatika (1984), Povijest hrvatskoga književnoga jezika (1993), Rječnik Marulićeve »Judite« (2001), Senjski rječnik (2002), Povijesna fonologija hrvatskoga jezika (2010).

## Odznaczenia
- Order Chorwackiej Jutrzenki w kategorii nauka (1996)[2]
- Order Księcia Branimira (2007)[2]
- Order Ante Starčevića (2009)[2]
- Wielki Order Króla Dymitra Zwonimira (2017)[3]
- Krzyż Oficerski Orderu Zasługi Rzeczypospolitej Polskiej (Polska, 1998)[2]